# Katolickie Radio Ciechanów
Katolickie Radio Ciechanów – polska rozgłośnia należąca do diecezji płockiej, z siedzibą w Ciechanowie działająca w latach 1993–2014. Nadawała swój program na częstotliwości 103,9 MHz na terenie Ciechanowa i okolic oraz w Internecie.

## Historia
Katolickie Radio Ciechanów przez kilka lat należało do sieci radiowej Plus. Stacja jesienią 2008 roku zmieniła liner na „Katolickie Radio Ciechanów – poczuj klimat Mazowsza”. Pojawił się również niemalże całkiem nowy program audycji.
Radio codziennie publikowało bezpłatny newsletter pt. Dziennik północnego Mazowsza zawierający informacje z regionu. W 2002 roku Katolickie Radio Ciechanów otrzymało nagrodę „Białego Kruka” za włączanie się w kampanie antynikotynowe. W sierpniu 2010 roku decyzją biskupa płockiego Piotra Libery dyrektorem rozgłośni został ks. Jacek Kędzierski, w 2013 roku jego miejsce zajął ks. Krzysztof Jończyk. 23 czerwca 2014 roku Katolickie Radio Ciechanów połączyło się z Katolickim Radiem Płock, tworząc Katolickie Radio Diecezji Płockiej.